# Middle Temple

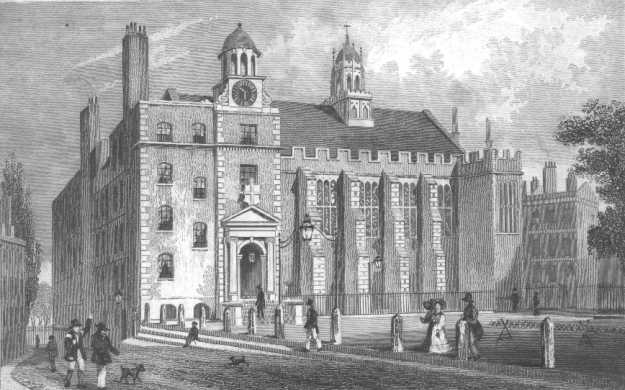
A Middle Temple egy része Thomas Shepherd egy 1860. körül készített rajzán. A nagyterem a kupola alatt van.

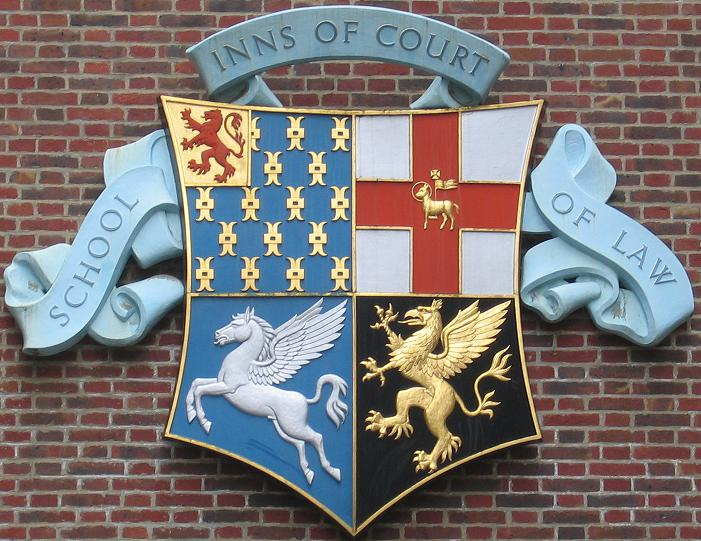
A négy londoni jogászkollégium címere egy helyen ábrázolva. A Middle Temple-é a jobb felső.

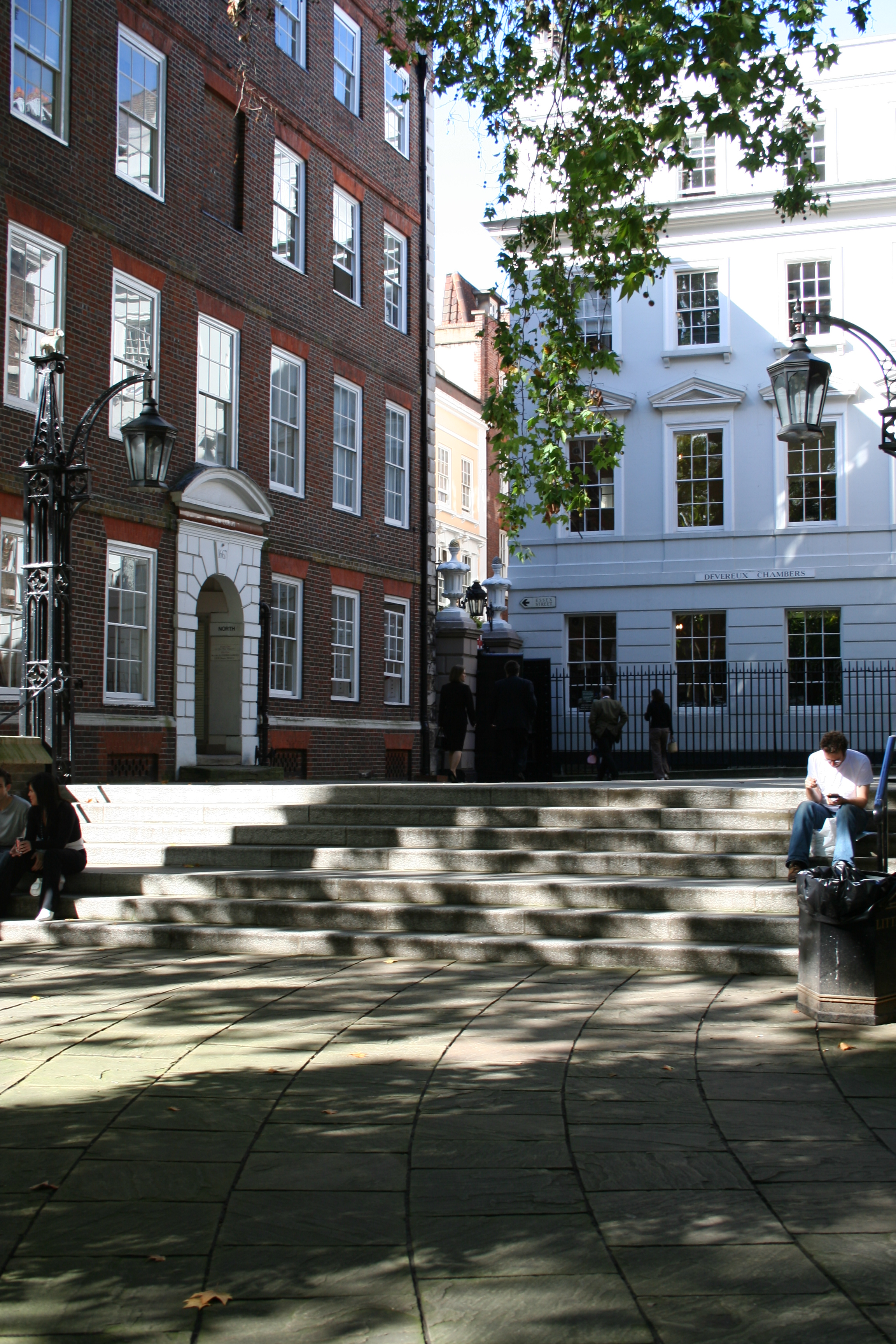
A Middle Temple napjainkban

A Nagytiszteletű Middle Temple Társasága a négy londoni jogászkollégium egyike. Csak ezen társaságok tagjai nevezhetik magukat az angol ügyvédi kamara előtt barristernek magukat. A másik három ilyen társaság az Inner Temple, a Gray's Inn és a Lincoln's Inn. A City of Londonban, a Royal Courts of Justice közelében van.
A XIII. században az Inner Court a joghallgatók számára szállásnak és iskolának lett létrehozva. A Middle Temple a " Temple" nyugati része, régen, 1312-es feloszlatásukig itt volt a templomosok központja, s az ő tiszteletükre építették a ma is álló Temple Churchöt, s ma ez az Inner és a Middle Temple temploma. Egy modern irodaépülettől eltekintve "Outer Temple" soha nem létezett. Egy 1337-es rendelet arra utal, hogy a Court of Temple közepén végigvezető sétányt fel kell újítani. Később ezt ismerték Middle Temple Lane néven, s talán innen ered a jogászkollégium neve is.
Az Inner 1852-ig volt felelős a jogászoktatásért, de például etikát továbbra is tanítottak itt a hallgatóknak és a frissen végzetteknek. A kollégium nagy részét a barristerek irodái foglalják el, amiket "chambernek", teremnek neveznek. A Middle Temple mai egyik legfontosabb funkciója az, hogy a szakma új képviselőinek segítséget nyújtson. Ezt ösztöndíjakon keresztül (2005-ben 1 millió font értékben), és szakmai összejöveteleket szerveznek, melyek keretein belül a fiatal jogászok már tapasztalt társaikkal tudnak eszmét cserélni.
A Middle Temple Hall a jogakadémia közepén van, és az itteni joghallgatóknak meg van szabva, hogy egy évben legalább hány alkalommal kell itt vacsorázniuk. A vacsora után gyakran előadásokat vagy beszédeket tartanak.  A Middle Temple Hall bankettek, esküvők, fogadások és partik népszerű helye is. A legutóbbi években felkapott filmhelyszín lett. A macskaköves utcák, a történelmi épületek és a gázvilágítás különleges hangulatot kölcsönöz a környéknek. Shakespeare Vízkereszt, vagy amit akartok című drámáját 1602-ben itt mutatták be először.
A Middle Temple egyike a még meglévő libertynek, helyi önkormányzati egységnek.

## Híres tagjai
- William Blackstone, a Kommentárok szerzője, bíró
- Spencer Compton, az Egyesült Királyság miniszterelnöke
- Walter Raleigh, Jersey kormányzója

## Fordítás
- Ez a szócikk részben vagy egészben  a   Middle Temple című angol Wikipédia-szócikk ezen változatának fordításán alapul.  Az eredeti cikk szerkesztőit annak laptörténete sorolja fel. Ez a jelzés csupán a megfogalmazás eredetét és a szerzői jogokat jelzi, nem szolgál a cikkben szereplő információk forrásmegjelöléseként.

## Külső hivatkozások
- A Middle Temple honlapja
- A Middle Temple Banqueting honlapja
- A Temple Church honlapja
- A 2008-as Temple Festival honlapja